# Adelaide International 1 2023
Adelaide International 1 2023 là một giải quần vợt trong ATP Tour 2023 và WTA Tour 2023. Giải đấu là một phần của ATP Tour 250 và WTA 500 thi đấu trên mặt sân cứng ngoài trời ở Adelaide, Nam Úc, Úc. Đây là lần thứ 4 (nữ) và lần thứ 3 (nam) giải đấu được tổ chức. Giải đấu diễn ra tại Memorial Drive Tennis Centre từ ngày 1–8 tháng 1 năm 2023. Vòng loại giải đấu diễn ra vào ngày 31 tháng 12 năm 2022.

## Điểm và tiền thưởng

### Phân phối điểm
| Sự kiện  | VĐ  | CK  | BK  | TK  | Vòng 1/16 | Vòng 1/32 | Q  | Q2 | Q1 |
| Đơn nam  | 250 | 150 | 90  | 45  | 20        | 0         | 12 | 6  | 0  |
| Đôi nam* | 250 | 150 | 90  | 45  | 20        | 0         | —  | —  | —  |
| Đơn nữ   | 470 | 305 | 185 | 100 | 55        | 1         | 25 | 13 | 1  |
| Đôi nữ*  | 470 | 305 | 185 | 100 | 1         | —         | —  | —  | —  |

*mỗi đội

### Tiền thưởng
| Sự kiện   | VĐ       | CK      | BK      | TK      | Vòng 1/16 | Vòng 1/32 | Q2     | Q1     |
| Đơn nam   | $94,560  | $55,035 | $32,150 | $18,175 | $10,655   | $6,340    | $3,385 | $1,815 |
| Đôi nam * | $33,580  | $17,550 | $9,260  | $5,140  | $2,820    | $1,570    | —      | —      |
| Đơn nữ    | $120,150 | $74,161 | $43,323 | $20,465 | $11,145   | $7,500    | $5,590 | $2,860 |
| Đôi nữ*   | $40,100  | $24,300 | $13,900 | $7,200  | $5,750    | $4,350    | —      | —      |

*mỗi đội

## Nội dung đơn ATP

### Hạt giống
| Quốc gia | Tay vợt               | Xếp hạng† | Hạt giống |
| -------- | --------------------- | --------- | --------- |
| SRB      | Novak Djokovic        | 5         | 1         |
| CAN      | Félix Auger-Aliassime | 6         | 2         |
|          | Daniil Medvedev       | 7         | 3         |
|          | Andrey Rublev         | 8         | 4         |
| DEN      | Holger Rune           | 11        | 5         |
| ITA      | Jannik Sinner         | 15        | 6         |
| CAN      | Denis Shapovalov      | 18        | 7         |
|          | Karen Khachanov       | 20        | 8         |

† Bảng xếp hạng vào ngày 26 tháng 12 năm 2022

### Vận động viên khác
Đặc cách:
- Thanasi Kokkinakis
- Christopher O'Connell
- Jordan Thompson

Bảo toàn thứ hạng:
- Kyle Edmund

Vượt qua vòng loại:
- Rinky Hijikata
- Kwon Soon-woo
- Alexei Popyrin
- Roman Safiullin

### Rút lui
- Corentin Moutet → thay thế bởi  Richard Gasquet
- Brandon Nakashima → thay thế bởi  Mikael Ymer

## Nội dung đôi ATP

### Hạt giống
| Quốc gia | Tay vợt              | Quốc gia | Tay vợt              | Xếp hạng† | Hạt giống |
| -------- | -------------------- | -------- | -------------------- | --------- | --------- |
| NED      | Wesley Koolhof       | GBR      | Neal Skupski         | 2         | 1         |
| ESA      | Marcelo Arévalo      | NED      | Jean-Julien Rojer    | 12        | 2         |
| GBR      | Lloyd Glasspool      | FIN      | Harri Heliövaara     | 23        | 3         |
| GBR      | Jamie Murray         | NZL      | Michael Venus        | 52        | 4         |
| COL      | Juan Sebastián Cabal | COL      | Robert Farah         | 58        | 5         |
| NED      | Robin Haase          | NED      | Matwé Middelkoop     | 66        | 6         |
| MON      | Hugo Nys             | POL      | Jan Zieliński        | 75        | 7         |
| AUS      | Matthew Ebden        | PAK      | Aisam-ul-Haq Qureshi | 90        | 8         |

† Bảng xếp hạng vào ngày 26 tháng 12 năm 2022

### Vận động viên khác
Đặc cách:
- James Duckworth /  Alexei Popyrin
- John Millman /  Edward Winter

Thay thế:
- Taro Daniel /  Yoshihito Nishioka
- Quentin Halys /  Constant Lestienne

### Rút lui
- Nikola Ćaćić /  Miomir Kecmanović → thay thế bởi  Taro Daniel /  Yoshihito Nishioka
- Ivan Dodig /  Austin Krajicek → thay thế bởi  Quentin Halys /  Constant Lestienne
- Jack Draper /  Jannik Sinner → thay thế bởi  Jannik Sinner /  Lorenzo Sonego
- Matthew Ebden /  Nicolas Mahut → thay thế bởi  Matthew Ebden /  Aisam-ul-Haq Qureshi
- Sebastian Korda /  Brandon Nakashima → thay thế bởi  Sebastian Korda /  Denis Shapovalov

## Nội dung đơn WTA

### Hạt giống
| Quốc gia | Tay vợt               | Xếp hạng† | Hạt giống |
| -------- | --------------------- | --------- | --------- |
| TUN      | Ons Jabeur            | 2         | 1         |
|          | Aryna Sabalenka       | 5         | 2         |
|          | Daria Kasatkina       | 8         | 3         |
|          | Veronika Kudermetova  | 9         | 4         |
| USA      | Danielle Collins      | 14        | 5         |
| EST      | Anett Kontaveit       | 17        | 6         |
| LAT      | Jeļena Ostapenko      | 18        | 7         |
|          | Ekaterina Alexandrova | 19        | 8         |

† Bảng xếp hạng vào ngày 26 tháng 12 năm 2022

### Vận động viên khác
Đặc cách:
- Jaimee Fourlis
- Priscilla Hon
- Garbiñe Muguruza

Bảo toàn thứ hạng:
- Bianca Andreescu
- Markéta Vondroušová

Vượt qua vòng loại:
- Viktorija Golubic
- Anhelina Kalinina
- Marta Kostyuk
- Claire Liu
- Linda Nosková
- Shelby Rogers

## Nội dung đôi WTA

### Hạt giống
| Quốc gia | Tay vợt                  | Quốc gia | Tay vợt            | Xếp hạng† | Hạt giống |
| -------- | ------------------------ | -------- | ------------------ | --------- | --------- |
| AUS      | Storm Hunter             | CZE      | Kateřina Siniaková | 11        | 1         |
| UKR      | Lyudmyla Kichenok        | LAT      | Jeļena Ostapenko   | 23        | 2         |
| USA      | Nicole Melichar-Martinez | AUS      | Ellen Perez        | 39        | 3         |
| JPN      | Shuko Aoyama             | JPN      | Ena Shibahara      | 45        | 4         |
| TPE      | Chan Hao-ching           | CHN      | Yang Zhaoxuan      | 52        | 5         |
| USA      | Asia Muhammad            | USA      | Taylor Townsend    | 59        | 6         |
|          | Anastasia Potapova       |          | Yana Sizikova      | 89        | 7         |
| KAZ      | Anna Danilina            |          | Anna Kalinskaya    | 90        | 8         |

† Bảng xếp hạng vào ngày 26 tháng 12 năm 2022

### Vận động viên khác
Đặc cách:
- Kimberly Birrell /  Priscilla Hon

### Rút lui
- Anna Danilina /  Sania Mirza → thay thế bởi  Anna Danilina /  Anna Kalinskaya

## Nhà vô địch

### Đơn nam
- Novak Djokovic đánh bại  Sebastian Korda, 6–7(8–10), 7–6(7–3), 6–4

### Đơn nữ
- Aryna Sabalenka đánh bại  Linda Nosková 6–3, 7–6(7–4)

### Đôi nam
- Lloyd Glasspool /  Harri Heliövaara đánh bại  Jamie Murray /  Michael Venus, 6–3, 7–6(7–3)

### Đôi nữ
- Asia Muhammad /  Taylor Townsend đánh bại  Storm Hunter /  Kateřina Siniaková, 6–2, 7–6(7–2)